# سندرم والنتینو
سندرم والنتینو در پزشکی به دردی اطلاق می‌شود که در قسمت یک چهارم پایینی شکم رخ می‌دهد. این درد در اثر زخم اثنی عشر و سوراخ شدن آن در فضای پشت پردهٔ صفاق ایجاد می‌شود.
نام این ناخوشی برگرفته از نام رودولف والنتینو بازیگر ایتالیایی است که در نیویورک به آن مبتلا شد. در نهایت مشخص شد که زخمی که او در دستگاه گوارشی‌اش داشت سوراخ شده است. با اینکه او برای ترمیم آن سوراخ، تحت عمل جراحی قرار گرفت اما متعاقباً بر اثر عفونت و اختلال در عملکرد اعضای بدنش  درگذشت.  در آن زمان به علت محبوبیت و شهرت، پروندهٔ پزشکی او مورد توجه بسیاری قرار گرفت و این مورد کماکان در پزشکی یک مورد نادر محسوب می‌شود. 
در هر حال، شدت علائم صفاقی تحت تأثیر عوامل زیادی است؛ از جمله اندازهٔ سوراخ، میزان محتوای گوارشی آلوده راه یافته به حفرهٔ شکم، فاصلهٔ زمانی میان سوراخ شدن و شروع علائم، و بسته شدن خود به خودی سوراخ. 

## علائم و نشانه‌ها
بیماران مبتلا به سندرم والنتینو معمولاً با درد ناگهانی و شدید در یک چهارم پایینی سمت راست شکم (RLQ)، با شباهت به آپاندیسیت، مراجعه می‌کنند. بیشتر بیماران درد را به صورت منتشر توصیف می‌کنند. تعداد کمی از آنها با درد شدید اپی گاستریک در ناحیه فوقانی شکم مراجعه می‌کنند. از آنجا که حتی حرکت جزئی نیز می‌تواند درد آنها را به طرز چشمگیری بدتر کند، این بیماران وضعیت جنینی به خود می‌گیرند. همچنین ممکن است علائم و نشانه‌هایی از شوک سپتیک مانند تاکی کاردی (افزایش ضربان قلب)، افت فشار خون (فشار خون پایین) و آنوری (عدم ایجاد ادرار از کلیه‌ها) را نشان دهند. جای تعجب نیست که این شاخص‌های شوک ممکن است در افراد مسنِ مبتلا به نقص ایمنی یا دیابت وجود نداشته باشد. بیماران حالت تهوع، استفراغ، کاهش اشتها و عرق کردن را نیز تجربه می‌کنند.

## علت
علت سندرم والنتینو از زخم سوراخ شده در اثنی عشر ناشی می‌شود. این حالت هنگامی رخ می‌دهد که زخم‌هایی که برای مدت طولانی درمان نشده‌اند دیوارهٔ دستگاه گوارش را از بین ببرند. عوامل خطرساز سوراخ شدن زخم شامل عفونتهای باکتریایی، مانند هلیگوباکتر پیلوری، و استفادهٔ روزمره از داروهای ضد التهابی غیر استروئیدی است.   درد یک چهارم پایین سمت راست شکم به این علت ایجاد می‌شود که پردهٔ صفاق در معرضِ مایعاتِ دستگاه گوارش قرار بگیرد.  با این حال، دلیل دقیق بروز سندرم والنتینو ناشناخته است. 

## پاتوفیزیولوژی
زخمهای گوارشی، زخمها یا نقایصی هستند که در اثر مرگ بافت ایجاد می‌شوند که در مخاط معده یا اثنی عشر رخ می‌دهند. هنگامی که زخم گوارشی روی می‌دهد، مایعات گوارشی نشت می‌کند و در فضای پاراکولیک راست جمع می‌شود و منجر به التهاب صفاق شده و در نتیجه علائم مربوط را به‌وجود می‌آورد. بیماران همچنین دچار پنومورتروپریتونئوم (هوای موجود در فضای پشت صفاق) می‌شوند که در اثر سوراخ شدن دوازدهه در داخل صفاق به‌وجود می‌آید. زخمهای گوارشی درمان نشده اغلب می‌توانند منجر به عوارض بیشتری مانند خونریزی، انسداد و سرطان شوند.

## تشخیص
تشخیص سندرم والنتینو به دلیل شباهت‌های زیاد آن با آپاندیسیت می‌تواند بسیار دشوار باشد. با این حال، تاریخچهٔ پزشکی زخمها و استفاده از ضدالتهاب‌های غیراستروئیدی می‌تواند یک شاخص باشد.
هنگامی که بیماران با درد یک چهارم پایینی شکم مراجعه می‌کنند، علائم حیاتی مانند فشار خون، نبض، میزان اشباع اکسیژن خون و درجه حرارت بررسی می‌شوند. شمارش کامل گلبولی (CBC) برای تعیین تعداد گلبول‌های سفید موجود در خون بیمار انجام می‌شود تا میزان لکوسیتوز مشخص شود، لکوسیتوز وضعیتی است که گلبول‌های سفید خون بالاتر از حد طبیعی باشد.
در معاینهٔ شکم معمولاً حساسیت منتشر، ریباند تندرنس در فضای ایلیاک راست، مقاومت و سفتی وجود دارد. در معاینهٔ بالینی حساسیت به نقطه مک‌برنی، علامت فون بلومبرگ، علامت رووسینگ، علامت دانفی و علامت Psoas دیده می‌شود، همگی این علائم می‌تواند علامت پزواس (آپاندیسیت حاد) باشد و منجر به تشخیص نادرست شود.
به منظور تشخیص سندرم والنتینو، سونوگرافی یا سی‌تی انجام می‌شود که یک زخم سوراخ‌شده و مایع آزاد اطراف ناحیه آپاندیس را نشان می‌دهد. تشخیص بیماری از طریق لاپاروسکوپی نیز می‌تواند برای تمایز بین آپاندیسیت حاد و سندرم والنتینو انجام شود.
از آنجا که تا به امروز موارد کمی از سندرم والنتینو ثبت شده‌است، بیشتر مطالعات در مورد این بیماری شامل مشاهدات بیمار از ابتدا تا بهبود و تصمیم‌گیری پزشکی برای بیمار است. با توجه به ثبت موارد بیشتر و افزایش آگاهی دربارهٔ بیماری، می‌توان از اشتباه تشخیص دادن علائم والنتینو جلوگیری و بیماری را به درستی مدیریت کرد.

## درمان
درمان شامل جراحی اورژانس به منظور ترمیم سوراخ است. این کار همراه با شستشو با محلول نرمال سالین، تخلیهٔ مایعات اضافی و بستن سوراخ بوسیلهٔ جراحی انجام می‌شود. سپس در صورت عدم بروز عوارض بعد از عمل، بیماران برای مدت مشخصی تحت نظر قرار می‌گیرند و توصیه می‌شود برای معاینه بعد از عمل به پزشک خود مراجعه نمایند.